# Mielichhoferia fabronioides
Mielichhoferia fabronioides là một loài Rêu trong họ Bryaceae. Loài này được (Cardot) A.J. Shaw & H.A. Crum mô tả khoa học đầu tiên năm 1984.